# Ánimas (Nuevo México)
Ánimas es un lugar designado por el censo ubicado en el condado de Hidalgo en el estado estadounidense de Nuevo México. En el Censo de 2010 tenía una población de 237 habitantes y una densidad poblacional de 5,84 personas por km².
Está ubicado en la intersección de la estatal 9 con la 338, al sur de la ciudad de Lordsburg, la cabecera del condado de Hidalgo.    A pesar de que Ánimas es un pueblo no incorporado, posee una oficina postal, la cual fundada en 1909, con el código postal 88020. De acuerdo a los datos del censo de los Estados Unidos de América del año 2000, contaba con una población de 1,063 habitantes.

## Geografía
Ánimas se encuentra ubicado en las coordenadas 31°56′42″N 108°48′23″O / 31.94500, -108.80639. Según la Oficina del Censo de los Estados Unidos, Ánimas tiene una superficie total de 40.59 km², de la cual 40.58 km² corresponden a tierra firme y (0%) 0 km² es agua.
Ánimas está ubicada en una comunidad granjera.  Localizada en el valle que rodea a la Sierra de Peloncillo al oete y la Sierra Pirámide y la Sierra de las Ánimas al este. Se ubica, al oeste de la Divisoria Continental de Améric, y está a aproximadamente treinta millas de Lordsburg, el centro poblacional más cercano. Comunidades más cercanas que Lordsburg, aunque mucho más pequeñas incluyen a Cotton City, Playas y Rodeo.  Está ubicada en una región rica en historia de los indios de América del Norte con veintiún sitios arqueológicos diferentes en el área de Ánimas según el registro de Lugasres Históricos Nacional.

## Historia
Fundado en el año 1753 dentro del Virreinato de Nueva España, Ánimas formó parte del recién creado estado de México en el año 1821.  A diferencia de la mayor parte de Nuevo México, Ánimas no fue parte de la secesión mexicana después de la guerra mexicano-estadounidense; y está ubicada en el área que fue cedida a los Estados Unidos con la compra de la Mesilla en el año 1853.

## Demografía
Según el censo de 2010, había 237 personas residiendo en Ánimas. La densidad de población era de 5,84 hab./km². De los 237 habitantes, Ánimas estaba compuesto por el 89.03% blancos, el 0% eran afroamericanos, el 0.42% eran amerindios, el 0% eran asiáticos, el 0.42% eran isleños del Pacífico, el 4.64% eran de otras razas y el 5.49% pertenecían a dos o más razas. Del total de la población el 13.5% eran hispanos o latinos de cualquier raza.